# Diga di İvriz
La diga d'Ivriz è una diga della Turchia. Si trova sul fiume İvriz Çayı nella provincia di Konya.

## Fonti
- (EN)  www2.dsi.gov.tr/tricold/ivriz.htm Archiviato il 28 luglio 2008 in Internet Archive. Sito dell'agenzia turca delle opere idrauliche